# Knox (atol)
Knox, Nadikdik lub Narikrik (marsz. Nadikdik, co oznacza: mała płycizna) – niezamieszkany atol wchodzący w skład Wysp Marshalla. Należy do łańcucha Ratak Chain na Oceanie Spokojnym.

## Historia
Atol został po raz pierwszy dostrzeżony przez Europejczyka 25 czerwca 1788 roku. Odkrycia dokonał Thomas Gilbert z pokładu brytyjskiego statku transportowego „Charlotte”. W przeszłości atol określano nazwami: Knocks Inseln i Knox group.
30 czerwca 1905 roku Knox nawiedził bardzo silny tajfun, który całkowicie zniszczył wyspy i spowodował śmierć prawie wszystkich mieszkańców, których w tym okresie było ok. 60 (według innego źródła: ok. 70). Od tego czasu atol pozostaje niezamieszkany i jest okazjonalnie wykorzystywany przez mieszkańców sąsiedniego Mili do zbiorów kopry. Naukowcy z Uniwersytetu Auckland badając zdjęcia lotnicze z lat 1945–2010 stwierdzili, iż atol w bardzo szybkim tempie odbudowuje się ze skutków katastrofy – powierzchnia porośnięta przez rośliny wzrosła w badanym okresie o 25%, tworzą się przez to nowe wyspy, a wszystko pomimo faktu, iż w okolicach Wysp Marshalla poziom wód w ocenie rośnie od 1946 o ok. 2,2 mm rocznie.

## Geografia i przyroda
Knox leży w najbardziej na wschód wysuniętej części Ratak Chain, 3,5 km na południowy wschód od atolu Mili, od którego oddziela go płytka cieśnina o nazwie Klee. Składa się z 18 wysp (według innego źródła wysp jest 10) położonych na zachodzie i północy atolu m.in. Nadikdik, Nako, Didi, Naniktal, Lolimwe i Aelingeo o łącznej powierzchni 0,98 km². Łączna powierzchnia laguny wynosi 3,42 km². Atol ma wydłużony kształt zbliżony do cygara o długości 11 km, a jego szerokość nie przekracza 2 km.
Jedynym potwierdzonym gatunkiem ptaka występującym na Knox według stanu wiedzy na 1968 rok była rybitwa czarnogrzbieta (Sterna fuscata), jednakże ze względu na bliskość Mili, istniało duże prawdopodobieństwo występowania 19 gatunków ptaków, które stwierdzono na sąsiednim atolu. Bardziej współczesne zestawienia z 2016 roku podają, iż na atolu spotkać można przedstawicieli 36 gatunków ptaków, w tym 2 zagrożonych: kulik alaskański (Numenius tahitiensis) i burzyk szarogrzbiety (Ardenna bulleri).
Knox porastają palmy kokosowe.